# George Lucas Coser
George Lucas Coser, meist nur George Lucas (* 20. Februar 1984 in Tapejara, RS), ist ein ehemaliger brasilianischer Fußballspieler, der auch die italienische Staatsangehörigkeit besitzt.

## Karriere
Nachdem Coser in Brasiliens erster Liga überzeugen konnte, wurde 2006 der spanische Klub Celta de Vigo auf ihn aufmerksam, jedoch kam er in seiner ersten Saison, immer wieder von schweren Verletzungen zurückgeworfen nur zu zwei Saisoneinsätzen. Mangels Alternativen und in der Hoffnung, dass er sich durchsetzen würde, nahm man ihn mit in die zweite Liga. Nach der Saison 2008/09 ging Coser zurück nach Brasilien und spielte ab August 2009 für den FC Santos in der Campeonato Brasileiro Série A 2009. Im Zuge des Gewinns des Copa do Brasil 2010 durch Santos, bestritt Coser zwei Spiele (kein Tor), wechselte vor dem Finale aber wieder nach Europa.
Zur Saison 2010/11 wechselte er zu Sporting Braga, wo er einen Dreijahresvertrag unterschrieb. Er wechselte jedoch 2011 zum brasilianischen Klub Avaí FC. Dort spielte er letztmalig in der obersten Liga. Danach spielte er vorwiegend für Klubs aus der Série B. 2018 beendete er seine aktive Laufbahn.